# Dylan Girdlestone
Dylan Girdlestone (Oos-Londen, 11 oktober 1989) is een Zuid-Afrikaans voormalig wielrenner. Eind 2014 reed hij als stagiair bij het World Tour-team Garmin Sharp.

## Overwinningen
2013
5e etappe Mzansi Tour
Eindklassement Ronde van Rwanda
2019
4e etappe Tour of Good Hope

## Resultaten in voornaamste wedstrijden
| Jaar | Parijs-Tours |
| ---- | ------------ |
| 2014 | 87e          |

## Ploegen
- 2010 –  MTN Energade
- 2011 –  MTN Qhubeka
- 2014 –  Garmin Sharp (stagiair vanaf 1-8)
- 2015 –  Drapac Professional Cycling

Evans · Girdlestone · Janse van Rensburg · McLeod · Namanyana · Niyonshuti · Potgieter · C. Van Heerden · J. Van Heerden · Venter
Brown · Girdlestone · Impey · Janse van Rensburg · Keey · Namanyana · Nel · Niyonshuti · Petrus · Potgieter · Tennent · Van Heerden · van Niekerk · Wesemann
Acevedo · van Baarle · Bauer · Brown · Cardoso · Danielson · Dekker · Dennis · Fairly · Farrar · Fernández · Gaimon · Haas · Hansen · Hesjedal · Howes · King · Kreder · Langeveld · Martin · Millar · Morton · Navardauskas · Nuyens · Slagter · Talansky · Vansummeren · Von Hoff · Wegmann · Girdlestone (stagiair) · Mannion (stagiair)
Brown · Clarke · Girdlestone · Hucker · Jones · Kerby · Kohler · Koning · Lapthorne · Meyer · Norris · Peterson · Phelan · Roe · Rudolph · Spokes · Sulzberger · Wippert · Canty (stagiair) · Evans (stagiair)